# Carex neorigida
Carex neorigida är en halvgräsart som beskrevs av Ernest Lepage. Carex neorigida ingår i släktet starrar, och familjen halvgräs. Inga underarter finns listade i Catalogue of Life.